# Stefania Felicioli
Stefania Felicioli (Venezia, 4 ottobre 1962) è un'attrice teatrale e regista teatrale italiana.

## Teatro
- Il campiello di Carlo Goldoni, regia di Sandro Sequi, Venetoteatro (1984)
- Le donne gelose di Carlo Goldoni, regia di Gianfranco De Bosio, Venetoteatro (1985)
- I pitocchi fortunati di Carlo Gozzi, regia di Sandro Sequi, Venetoteatro (1986)
- Socrate immaginario di Ferdinando Galliani, regia di Angela Bandini, Società L.U.N.E. (1987)
- Orestiade di Eschilo, traduzione di Pier Paolo Pasolini, regia di Lorenzo Salveti, Venetoteatro (1987)
- Il racconto d'inverno di William Shakespeare, regia di Guido De Monticelli, Gruppo della Rocca (1987)
- Le baruffe chiozzotte di Carlo Goldoni, regia di Gianfranco de Bosio, Venetoteatro (1988)
- Guerra di Carnevale e Quaresima di anonimo, regia di Roberto Guicciardini, Gruppo della Rocca (1989)
- La sorpresa dell'amore di Pierre de Marivaux, regia di Sandro Sequi, Venetoteatro (1989)
- I due gemelli veneziani di Carlo Goldoni, regia di Gianfranco de Bosio, Teatro de Gli Incamminati (1990)
- I rusteghi di Carlo Goldoni, regia di Massimo Castri, Teatro Stabile del Veneto (1992)
- Amleto di William Shakespeare, regia di Paolo Valerio (1992)
- Il ventaglio di Carlo Goldoni, regia di Luigi Squarzina, compagnia Goldoniana (1993)
- Il teatro comico di Carlo Goldoni, regia di Maurizio Scaparro, compagnia Italiana-Teatro Eliseo (1993)
- La sposa di campagna di William Wycherley, regia di Sandro Sequi, Centro Teatrale Bresciano (1994)
- Oreste di Euripide, regia di Massimo Castri, Teatro Metastasio di Prato (1995)
- Le smanie per la villeggiatura di Carlo Goldoni, regia di Massimo Castri, Teatro Stabile dell'Umbria (1996)
- Le avventure della villeggiatura di Carlo Goldoni, regia di Massimo Castri, Teatro Stabile dell'Umbria (1997)
- Il ritorno dalla villeggiatura di Carlo Goldoni, regia di Massimo Castri, Teatro Stabile dell'Umbria (1998)
- Fede, Speranza e Carità di Ödön von Horváth, regia di Massimo Castri, Teatro Metastasio di Prato (1999)
- Sillabe di seta, da Emily Dickinson, regia di Stefania Felicioli, monologo, Teatro Metastasio di Prato (1999)
- Sior Todero brontolon di Carlo Goldoni, regia di Andrée Ruth Shammah, Teatro Franco Parenti e Teatro degli Incamminati (1999)
- Ifigenia di Euripide, regia di Massimo Castri, Teatro Metastasio di Prato e Teatro Stabile di Torino (2000)
- Gli innamorati di Carlo Goldoni, regia di Massimo Castri, Teatro Metastasio di Prato e Teatro Stabile del Veneto (2000)
- Sopra un palco d'acqua di Maria Giuliana Bonomi, regia di Stefania Felicioli, monologo, Teatro Stabile di Torino e Festival delle colline torinesi (2001)
- La Venexiana di anonimo, regia di Stefano Pagin, Gruppodaccapo Teatro a l'Avogaria e compagnia di Teatro I Fratellini (2005)
- La buona madre di Carlo Goldoni, regia di Stefano Pagin, Festival Internazionale di Teatro La Biennale di Venezia e compagnia di Teatro I Fratellini (2006)
- Due partite di Cristina Comencini, regia di Cristina Comencini, Noctivagus (2007)
- La base de tuto di Giacinto Gallina, regia di Stefano Pagin, Teatro Stabile del Veneto (2009)
- Orlando, dall'omonimo romanzo di Virginia Woolf, regia di Stefano Pagin, Festival Internazionale di Teatro La Biennale di Venezia (2009)
- La bisbetica domata di William Shakespeare, traduzione in veneto di Pier Mario Vescovo, regia di Paolo Valerio e Pier Mario Vescovo, Estate teatrale veronese e Teatro Stabile di Verona (2009)
- I dialoghi di Federico Ruysh e delle sue mummie, dalle Operette morali di Giacomo Leopardi, regia di Stefano Pagin, Casello 11 Teatro (2010)
- Parlami ancora, dall'opera di Andrea Zanzotto, monologo, regia di Stefano Pagin, Associazione Culturale Indigena (2011)
- Malìa di Gianni Guardigli, regia di Ida Bassignano, Teatro Vascello di Roma, 16 ottobre 2013.

## Regie
- Sillabe di seta, da Emily Dickinson, regia di Stefania Felicioli, monologo con Stefania Felicioli, produzione Teatro Metastasio di Prato (1999)
- Sopra un palco d'acqua di Maria Giuliana Bonomi, regia di Stefania Felicioli, monologo con Stefania Felicioli, produzione Teatro Stabile di Torino e Festival delle colline torinesi (2001)
- Portasudeuropa di Maria Pia Daniele, regia di Stefania Felicioli, monologo con Bruna Rossi, produzione Teatro Stabile di Torino (2002)
- L'idiota di Galilea, regia di Stefania Felicioli, monologo di e con Natalino Balasso, produzione Teatria srl (2011)

## Progetti speciali
- Conferenza: Il sogno di Chiara di Fabio Bussotti, regia di Fabio Bussotti, monologo con Stefania Felicioli. Il monologo fa parte del progetto dal titolo: "Giovani autori per giovani attori". Produzione Teatro Stabile del Veneto (1991)
- I grandi discorsi della storia di Golda Meir, a cura di Sergio Romano, lettura (1996)
- Indigena di Antonella Saccarola, regia di Stefano Pagin, con Michela Martini, Linda Bobbo. Spettacolo di ricerca sul territorio veneto promosso dagli Enti della Provincia di Venezia (2006)
- Ultime rime d'amore dai sonetti di Gaspara Stampa. Melologo per voce recitante e orchestra di Maria Gabriella Zen, orchestra: I pomeriggi musicali, diretta dal maestro Stanley Dodds (2008)

## Premi
- Premio Elsa Vazzoler (per le interpretazioni goldoniane) 1989;
- Premio Eleonora Duse (Attrice emergente) 1992;
- Premio Provincia di Savona (per il ruolo di Giannina ne Il ventaglio) 1993;
- Biglietto d'oro Agis della critica teatrale (Migliore attrice non protagonista) 1996;
- Premio Hystrio all'Interpretazione 2000;
- Premio Prima Fila Salvo Randone 2000;
- Premio Eleonora Duse 2000;

## Filmografia
- Il gioco delle ombre, regia di Stefano Gabrini (1990)
- Villa arzilla, regia di Gigi Proietti – sitcom (1990)
- Tutti i santi giorni, regia di Paolo Virzì (2012)

## Radio
- La casa di Bernarda Alba di Federico García Lorca, regia di Giancarlo Cobelli, 8 maggio 1998.
- Lughnasa - Danza d'agosto di Brian Friel, regia di Gianfranco Varetto (2002)